# 西サハラの音楽
サハラウィの音楽は多くの点で隣人であるモーリタニアとモロッコ南部の音楽的伝統を共同して分かち合っている。トバル(tbal)は基礎的な打楽器だが、伝統的なtidinitは広範にエレクトリック・ギターと置き換えられている。
最初のサハラウィの音楽のLPは、Mártir Lualiと名乗るバンドによって、Polisario vencerá（スペイン語で「ポリサリオは勝利するであろう」の意）と題されたものが1982年に録音された。
1998年から、ヌベネグラ音楽レーベルはアメリカ合衆国とドイツで幾つかのサハラウィのCDを市場に出し、そこで初めてen:Sahrauis: The Music of the Western Sahara(catalogue number INT 32552)と題された、三枚ディスクがセットがリリースされた。このコンピレーションの中には歌手のMariem HassleとLeyoad、及びギタリストのNayim Alalがアーティストとして特集されている。ヌベネグラは2000年のSongs of the Saharan Women、2003年のNar (INN1114-2 and INN1117-2)とソロアルバムをリリースしている。一方、アメリカ合衆国のレーベル、ラウンダー・レコードは独自のコンピレーションStarry Nights in Western Saharaを2000年にリリースした。Nayim Alalは彼の続くSáhara, Tierra Míaを2005年にCalabash Musicからリリースしている。
2007年11月8日、TirisはSandblast Recordsはアルバム Sandtracksを西洋の聴衆に向けてリリースした。